# Детский парк (Тверь)
Детский парк — парк, расположенный в Центральном районе города Твери, в непосредственной близости от Дворца творчества детей и молодежи (ДДМ) и хлебозавода «Волжский пекарь».
Является местом семейного отдыха горожан.
Для детей в парке организуется много увлекательных и полезных мероприятий. На открытых площадках проводятся спортивные игры, в павильонах организуются выставки юных натуралистов, цветоводов, кролиководов, любителей голубей. На новогодние праздники, в гости к детям приходят Дед Мороз и Снегурочка, устраиваются катания на лошадях, запряженных в расписные русские сани.

## Возникновение парка
На месте Детского парка располагался архитектурно-парковый ансамбль «Трехсвятское», ранее — Трёхсвятский монастырь.
Парк был основан в 1720-х годах, одновременно с созданием на месте Троицкого монастыря деревянной церкви, колокольни, оранжереи, амбаров, кузницы, каретника и конюшни. В это же время были выкопаны пруды. В 1770-е годы был возведен Главный дом усадьбы.
В советское время на территории усадьбы был размещен сельскохозяйственный техникум.
В 1979 году построен Дворец творчества детей и молодежи.
9 мая 2010 года в парке была заложена новая аллея — аллея ветеранов

## Характеристика парка
Видовой состав деревьев:
- Липа сердцевидная
- Рябина обыкновенная
- Береза бородавчатая
- Тополь черный, тополь серебристый
- Клен остролистный, клен ясенелистный
- Ясень обыкновенный
- Ива белая, ива козья
- Лиственница обыкновенная
- Туя
- Ель европейская, ель голубая
- Сосна обыкновенная
- Дуб черешчатый

Видовой состав кустарников:
- Сирень
- Боярышник
- Акация желтая
- Барбарис
- Снежноягодник

Старовозрастные деревья не сохранились. с 1720-х годов сохранились пруды.
Развита сеть асфальтированных и грунтовых прогулочных дорожек. Присутствуют урны для мусора, скамейки, клумбы, газоны.